# U-Bahnhof Therese-Giehse-Allee
Der U-Bahnhof Therese-Giehse-Allee ist ein Bahnhof der Münchner U-Bahn. Er wurde zusammen mit der Strecke nach Neuperlach Süd am 18. Oktober 1980 eröffnet und wird seit 1988 von der Linie U5 bedient. Er liegt unter einem Park neben der gleichnamigen Straße, die nach der Schauspielerin Therese Giehse benannt wurde. Bis 2022 waren die Wände mit Faserzementplatten verkleidet, die Säulen in der Mitte mit braunen Fliesen. Der Bahnsteig, angelegt als Mittelbahnsteig, besteht aus Kunstisarkiesel. Am Südende führt eine Rampe an die Oberfläche. Der Planungsname der Station war Neuperlach-Subzentrum.
Im ersten Halbjahr 2022 wurden die Hintergleisfassaden nach mehr als 40 Jahren saniert und einzelne Bauteile ersetzt. Dabei wurde ein neues Gestaltungskonzept umgesetzt, das die MVG zusammen mit dem Architekturbüro Allmannwappner entwickelt hatte. Zu sehen sind nun verfremdete Porträts von Therese Giehse über einem gelben Balken.

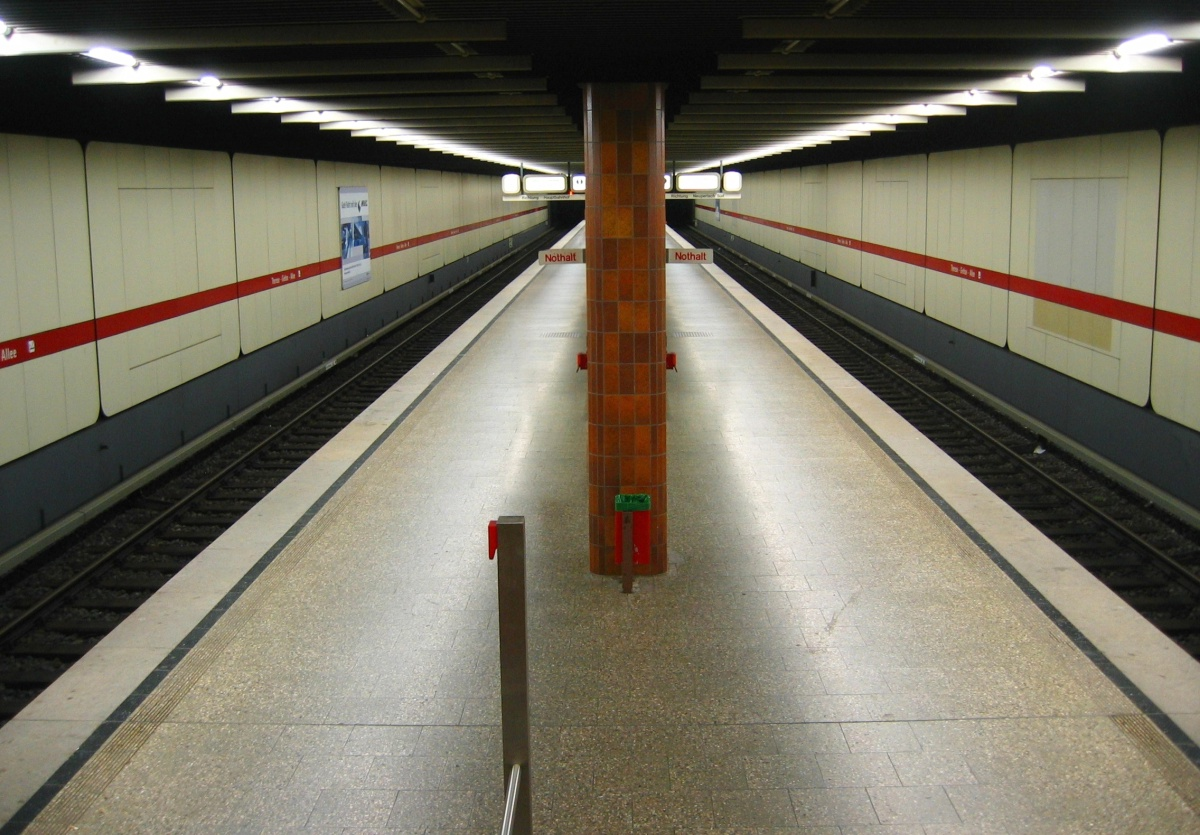
U-Bahnhof Therese-Giehse-Allee vor dem Umbau

| Linie | Linienverlauf |
| ----- | --- |
| U5    | Laimer Platz – (670 m) – Friedenheimer Straße – (791 m) – Westendstraße – (806 m) – Heimeranplatz – (671 m) – Schwanthalerhöhe – (927 m) – Theresienwiese – (711 m) – Hauptbahnhof – (521 m) – Karlsplatz (Stachus) – (811 m) – Odeonsplatz – (933 m) – Lehel – (928 m) – Max-Weber-Platz – (1080 m) – Ostbahnhof – (1602 m) – Innsbrucker Ring – (982 m) – Michaelibad – (1708 m) – Quiddestraße – (778 m) – Neuperlach Zentrum – (764 m) – Therese-Giehse-Allee – (722 m) – Neuperlach Süd |